# Saint-Riquier-ès-Plains
Saint-Riquier-ès-Plains é uma comuna francesa na região administrativa da Normandia, no departamento de Sena Marítimo. Estende-se por uma área de 6,26 km². Em 2010 a comuna tinha 609 habitantes (densidade: 97,3 hab./km²).